# Чума Андрій
Чума Андрій (* 1927), педагог родом з с. Цабани на Пряшівщині, закінчив Братіславський університет і Московський педагогічний інститут, професор університету Шафарика в Пряшеві.
Праці з історії педагогіки й освіти: «Українське шкільництво на Закарпатті і східній Словаччині» (1967) — разом з Андрієм Бондарем, «Komenský a ruská škola» (1970) та ін. Друкується також в українських виданнях Пряшівщини.